# Aýgül Täjiýewa
Aýgül Täjiýewa (Mary, 27 augustus 1944] - 22 juli 2009, Zweden) was een Turkmeens politica en dissident.
Täjiýewa werd in 1944 geboren in een gezin met vijf kinderen in de stad Mary in het zuidoosten van Turkmenistan. Ze voltooide een medische vakopleiding en studeerde tussen 1961 en 1969 aan het Nationaal Turkmeens Instituut voor Medicijnen (sinds 2010 universiteit) de richting gynaecologie en werkte daarna in verschillende plaatsen in leidinggevende posities.
In 1979 werd ze benoemd tot voorzitter van de Turkmeense afdeling van de Rode Halve Maan benoemd. Vanaf 1990 was ze afgevaardigde namens een district in de provincie Daşoguz naar de Opperste Sovjet van de Turkmeense Socialistische Sovjetrepubliek. Op voorspraak van Saparmurat Nijasow werd ze vervolgens permanent actief in de Commissie voor Sociale Politiek.
Na het eind van de Sovjet-Unie en de onafhankelijkheid van de Republiek Turkmenistan zette ze zich in voor begrotingshervormingen, het bestrijden van bodemverzilting, electorale hervormingen voor hogere politieke functies (waaronder het ambt van president), pensioenhervorming en erkenning van de oppositie. Daardoor verwerd zij voor Nijasow tot een "volksvijand".
Täjiýewa was lid van de democratische beweging Agzybirlik en werkte onder andere met journalisten van de BBC en Radio Liberty samen. Daarnaast was ze mede-organisator van een "ronde tafel" van de oppositie en gaf ze een tijdschrift uit. In april 1992 werd ze ontheven van al haar functies, van haar man ontslagen, werd een van haar zonen uit zijn studie uitgeschreven en werden beide zonen veroordeeld en midhandeld.
Sinds 2002/2003 woonde Täjiýewa met haar familie in Zweden, waar ze bijdragen inzong voor Radio Free Europe.In juli 2009 overleed ze, en werd ze in de nabijheid van Stockholm begraven.